# Eparchie Sankt Basilius der Große in Bukarest

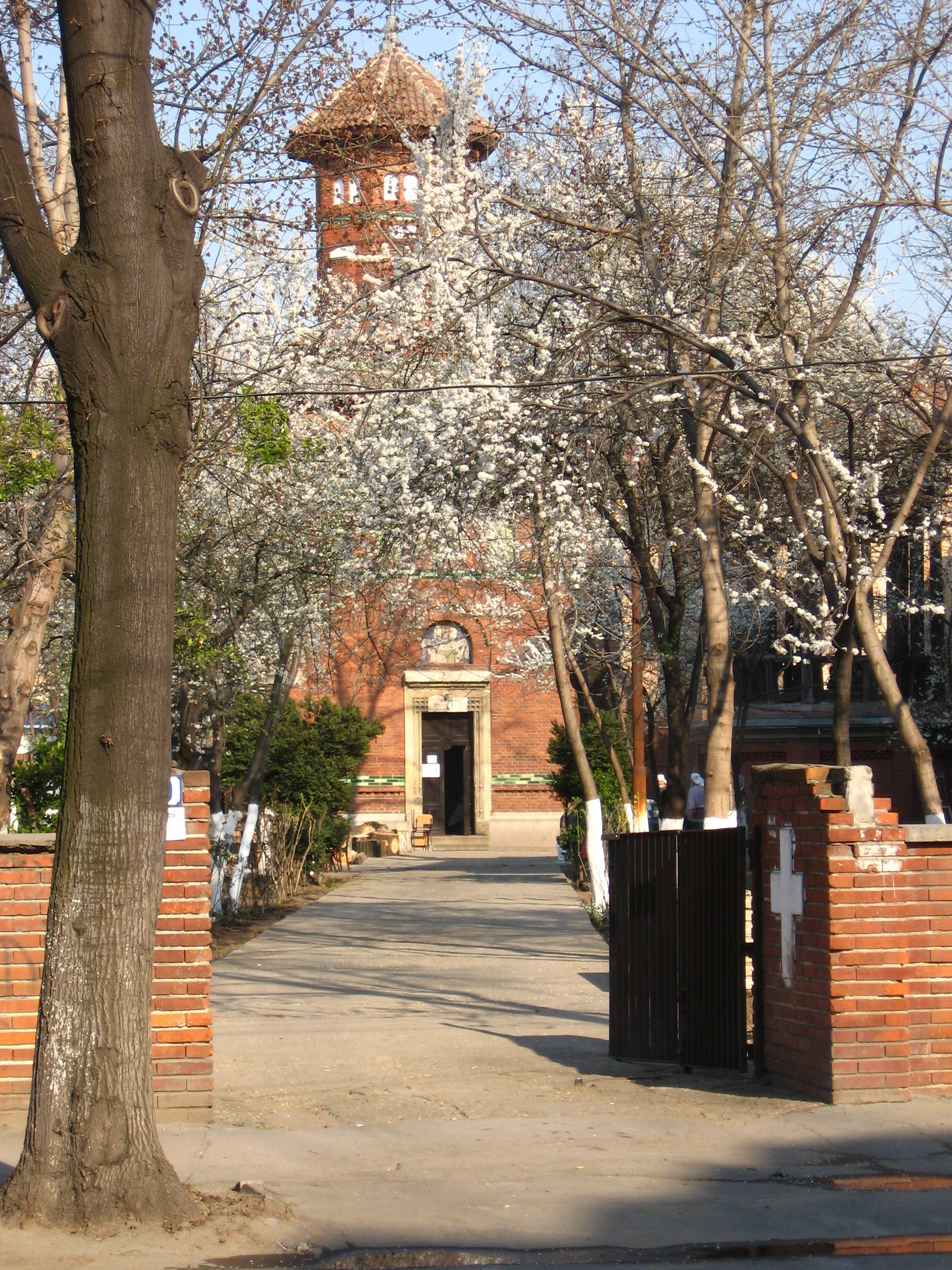
Basilius-Kathedrale (Bukarest)

Die Eparchie Sankt Basilius der Große in Bukarest (lat.: Eparchia Sancti Basilii Magni Bucarestiensis Romenorum) ist eine in Rumänien gelegene Eparchie der rumänischen griechisch-katholischen Kirche mit Sitz in Bukarest.

## Geschichte
Die Eparchie Sankt Basilius der Große in Bukarest wurde am 29. Mai 2014 durch Großerzbischof Kardinal Lucian Mureșan aus Gebietsabtretungen des Großerzbistums Făgăraș und Alba Iulia errichtet und diesem als Suffragandiözese unterstellt. Erster Bischof wurde Mihai Frățilă.

## Pfarreien
- Bukarest
  - St. Basilius der Große (Sfântul Vasile cel Mare)
  - Mariä Himmelfahrt (Adormirea Maicii Domnului)
  - Kreuzerhöhung (Înălţarea Sfintei Cruci)
  - St. Anna (Sfânta Ana)
  - Selige Teresa von Kalkutta (Fericita Tereza de Calcutta)
  - Mariä Geburt (Nașterea Maicii Domnului)
  - Verklärung des Herrn (Schimbarea la Faţă)
- Brăila: Mariä Geburt (Nașterea Maicii Domnului)
- Brezoi: St. Georg (Sfântul Gheorghe)
- Câmpina: St. Peter und Paul (Sfinţii Petru şi Pavel)
- Craiova: Verkündigung des Herrn (Buna Vestire)
- Pesceana: Mariä Himmelfahrt (Adormirea Maicii Domnului)
- Ploiești: St. Peter und Paul (Sfinţii Petru şi Pavel)
- Râmnicu Vâlcea: Mariä Himmelfahrt (Adormirea Maicii Domnului)
- Slatina: Verklärung des Herrn (Schimbarea la Faţă)